# Катена, Лаура
Лаура Катена (исп. Laura Catena; род. 1967, Мендоса) — аргентинский винодел в четвёртом поколении, врач-педиатр и писатель.

## Биография
Лаура Катена родилась в 1967 году в Мендосе, Аргентина. Она с отличием окончила факультет биологии Гарвардского университета в 1988 году и имеет степень доктора медицины Стэнфордского университета. В настоящее время она является управляющим директором Bodega Catena Zapata и собственной винодельни Luca Winery в Мендосе, а также практикующим врачом-педиатром в Медицинском центре Калифорнийского университета в Сан-Франциско.
Катена была названа «лицом» аргентинского вина за её активную роль в продвижении винодельческого региона Мендоса и аргентинского мальбека.
В 2014 году она была названа одним из «25 лучших винных новаторов», и она была одним из приглашённых докладчиков на саммите Must Summit, симпозиуме Master of Wine, Американском обществе винных педагогов, Decanter Wine Encounter, Смитсоновском институте и Театре Ванкувера.
В 2010 году Лаура Катена выпустила свою книгу «Vino argentino: an insider’s guide to the wines and wine country of Argentina», опубликованную издательством Chronicle Books, которая была широко рассмотрена прессой в США и других странах. В 2011 году она выпустила испанско-английское и португальско-английское издания совместно с аргентинским издателем Catapulta Editores. Её второй книгой была «Oro en los viñedos / Gold in the vineyards», замечательный сборник самых знаменитых виноградников мира, испанско-английское издание, опубликованное Catapulta Editores в 2017 году.
Также Лаура была названа одной из «100 самых влиятельных латиноамериканцев» журналом Latino Leaders в своих цифровых и печатных выпусках за май — июнь 2021 года и была выбрана «Женщиной года» по версии The Drinks Business Awards 2022.